# Большая Морская улица
Больша́я Морска́я у́лица — улица в Центральном и Адмиралтейском районах Санкт-Петербурга. Проходит от Дворцовой площади до набережной Крюкова канала. На участке от Почтамтского моста до набережной Крюкова канала фактически является набережной реки Мойки.
Прежние названия — Большая Гостиная (с 1737), Бриллиантовая (неоф.), Морская (с 1902), улица Герцена (с 1918); участок за Исаакиевской площадью именовался Малой Морской улицей (со 2-й половины XVIII века), участок от Арки Главного штаба до Невского проспекта — Луговой (Малой) Миллионной. В 1993 году улице было возвращено название «Большая Морская», которое она носила до 1902 года.

## История

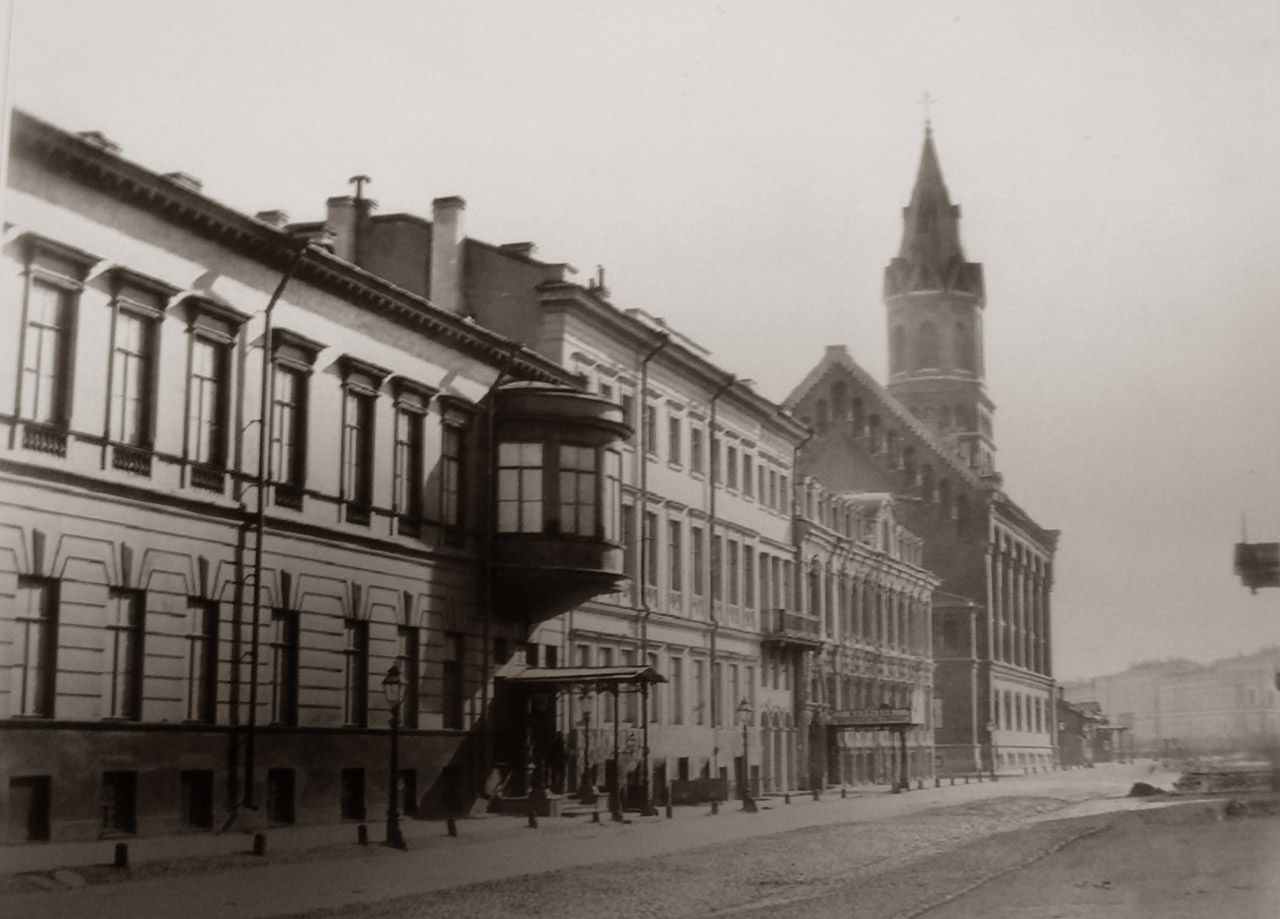
Большая Морская в 1860-е годы. Дома 52, 54, 56, 58

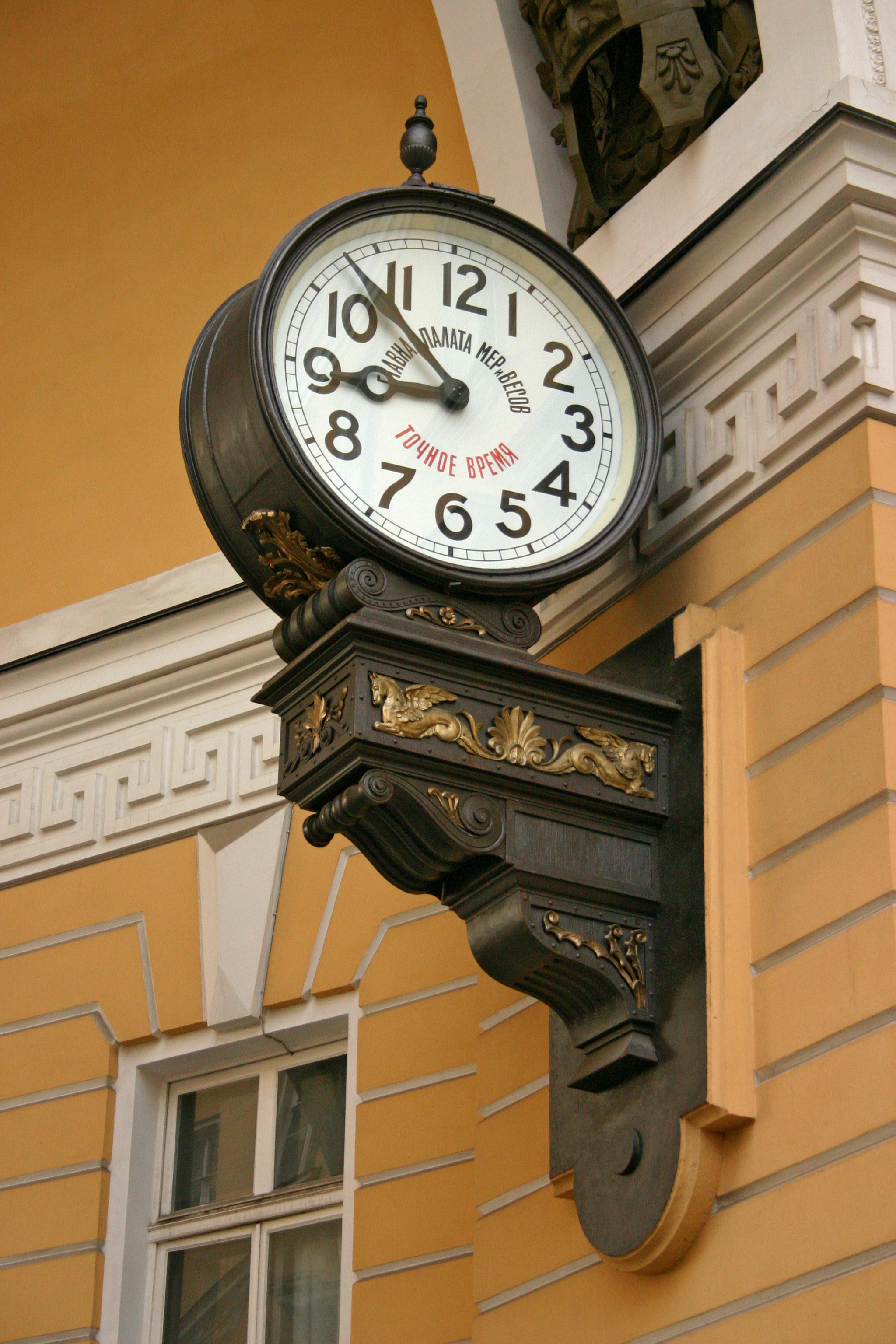
Часы Менделеева — элемент декора Главного штаба

### XVIII—XIX века
Большая и Малая Морские улицы, идущие вдоль реки Мойки, возникли в 1703 году с началом существования Санкт-Петербурга. Сразу же после создания улицы она стала густонаселённой — здесь селились моряки и работники Адмиралтейства, поэтому «морское» название улицы быстро закрепилось. Улица застраивалась деревянными одноэтажными домиками и мазанками с палисадниками, здесь жили представители среднего класса — более обеспеченные граждане селились в районе Миллионной улицы. В 1719 году архитектор Николай Гербель осуществил выправку направления Большой Морской улицы. В 1736—1737 годах пожары уничтожили практически всю первоначальную застройку этого района. Большая Морская переименовывается в Большую Гостиную и здесь начинают строиться торговые ряды. В 1740-е годы на участке дома № 27 было построено первое каменное здание.
В 1754-м году по проекту Бартоломео Растрелли был построен деревянный одноэтажный временный Зимний дворец для императрицы Елизаветы Петровны. В 1750—1760 годах строится усадьба М. В. Ломоносова (дом № 61). В 1767 временный Зимний дворец был разобран, после чего Большая Морская улица вновь получила выход на Невский проспект.
Во 2-й половине XVIII века часть Большой Морской за Исаакиевской площадью была переименована в Малую Морскую улицу, современная Малая Морская стала Новоисаакиевской.

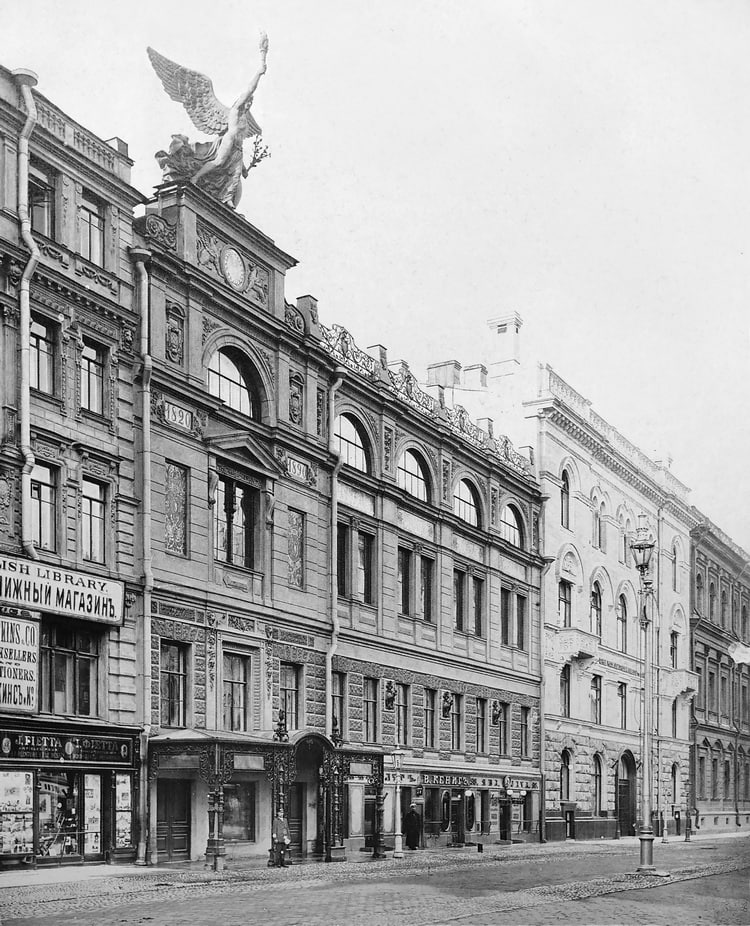
№ 38, Здание Императорского общества поощрения художеств, фотография 1912 года.

По мере роста города район становился всё более дорогим. На Большой Морской улице стали селиться банкиры, купцы и состоятельные люди, поэтому здесь начали открывать ювелирные мастерские и другие магазины, торгующие предметами роскоши. Вскоре улица приобрела неофициальное название — Бриллиантовая. Именно здесь впервые в городе применяются разные технические новшества: в 1830-м перед домом генерал-губернатора (дом № 38) впервые в Санкт-Петербурге мостовую замостили деревянными торцами, в 1835-м установили первые в городе газовые фонари.
В 1862—1865 годы по проекту архитектора Гаральда Боссе была построена Немецко-Реформатская церковь. В 1884-м на улице появились первые в городе электрические фонари. Электрические лампы получали питание от электростанции, смонтированной на барже, стоявшей на Мойке ниже Полицейского моста. В 1887-м в «Магазине платья и белья Флорана» (дом № 16) впервые в городе было применено освещение электрическими лампами.
В 1902-м улицу переименовали в просто Морскую.

### XX век
В 1905 году на фасаде дома № 2 по настоянию Дмитрия Менделеева установили первые в городе электрические часы — «часы Менделеева».
В 1918 году в честь Александра Герцена, который здесь жил в доме № 25 в 1839—1841 годах, Морскую переименовывают в улицу Герцена.
В 1929 году здание Немецко-Реформатской церкви перестроили в Дом культуры и техники работников связи. В 1934-м в доме № 1 открылось кафе, где впервые в городе начали продавать напиток «кола».
В 1993 году улице Герцена вернули название «Большая Морская».

### Современность
В 2018 году участок от Арки Главного штаба до Невского проспекта стал пешеходным.

## Примечательные здания и сооружения

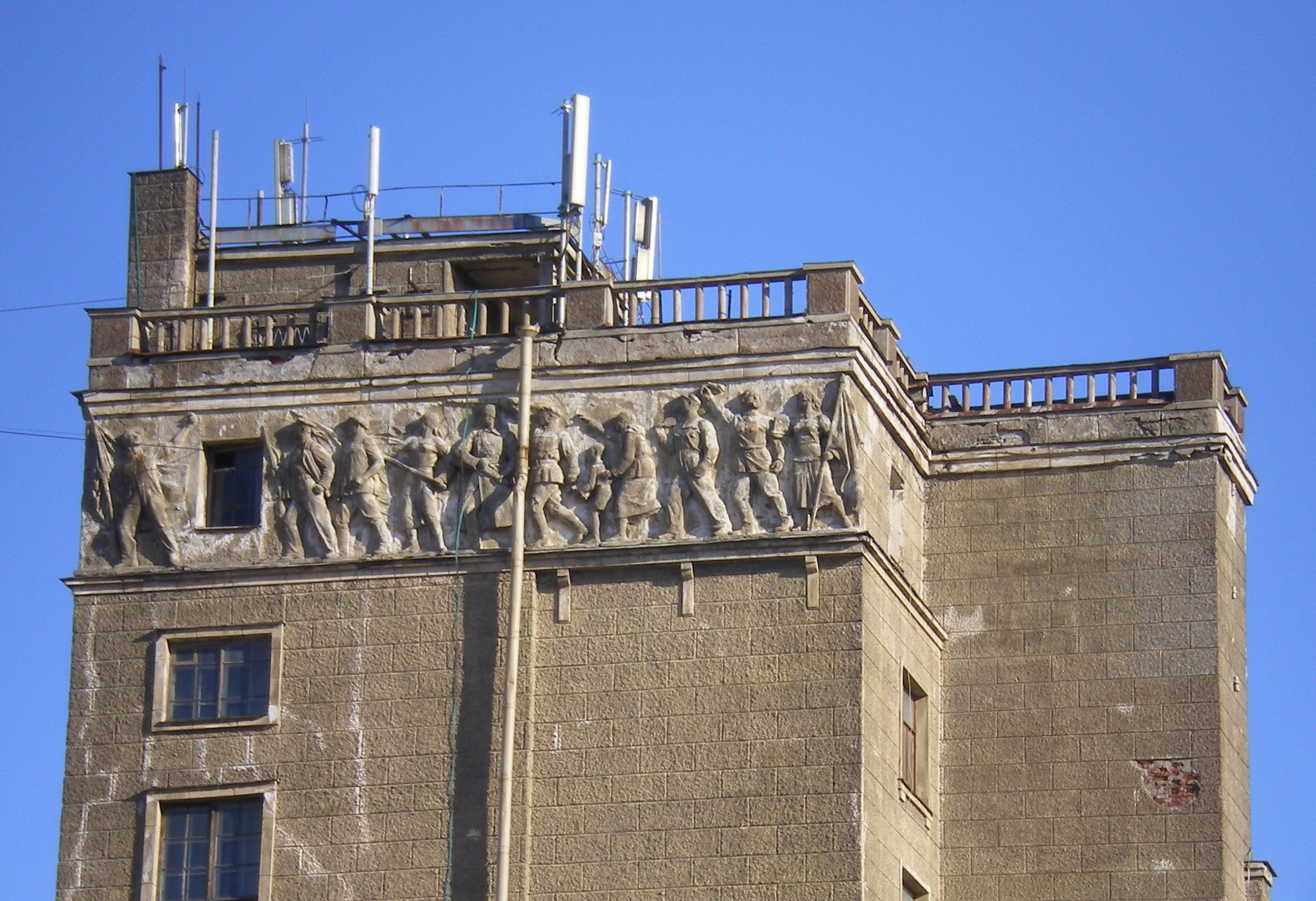
Рельеф под крышей здания, перестроенного из Немецко-Реформатской церкви, 2008 год.

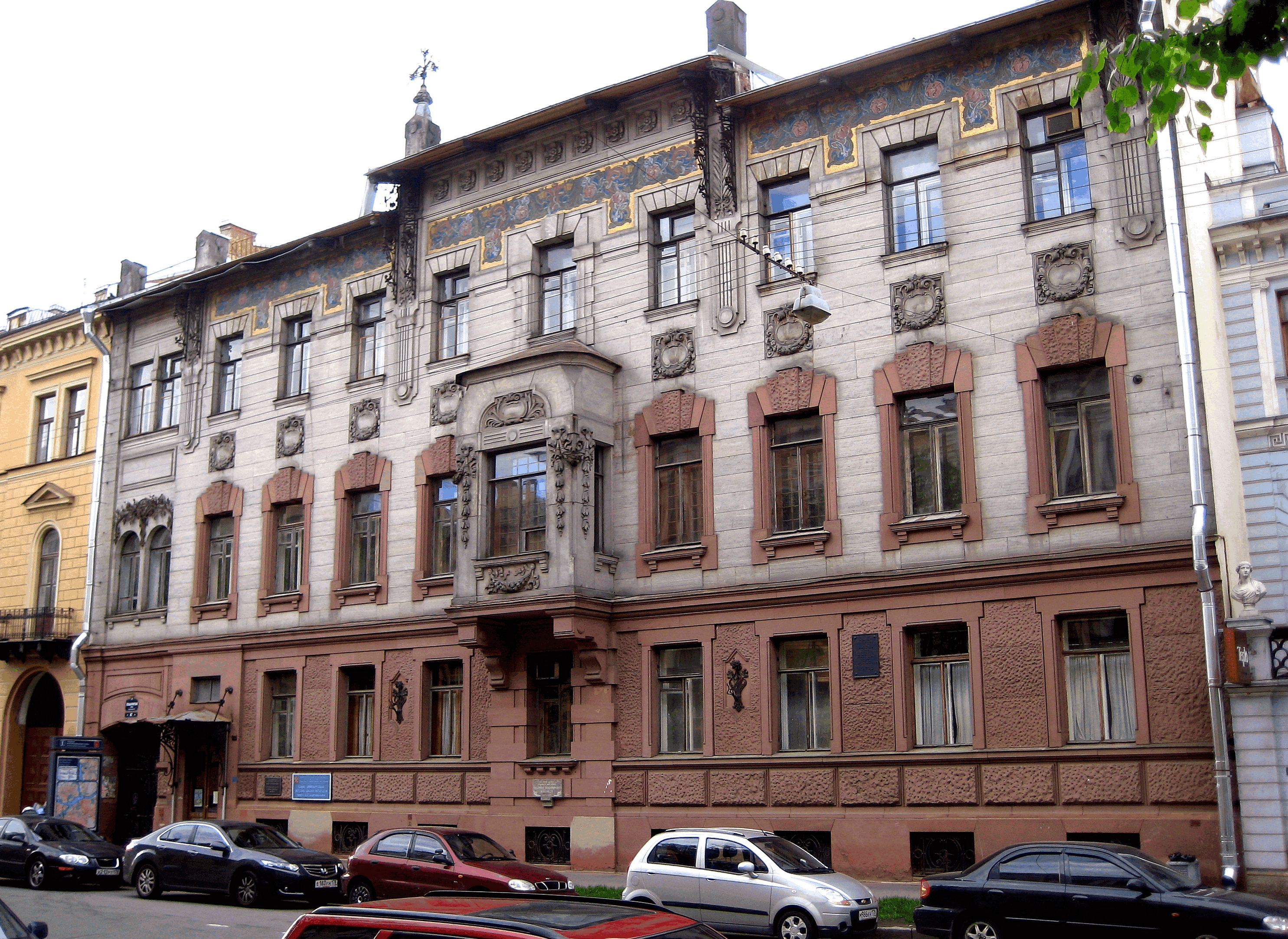
№ 47, Дом Набокова.

### По нечётной стороне
- № 1 — Здание Главного штаба. Участок улицы от арки Главного штаба (1928, архитектор К. И. Росси, скульпторы (С. С. Пименов, В. И. Демут-Малиновский) до перекрёстка с Невским проспектом в старину назывался Луговой Миллионной или же Малой Миллионной улицей. В 1934 году здесь открылось кафе, где впервые в городе начали продавать напиток «кола».
- № 3, 5 ( 781610424160005) — Здание Азовско-Донского банка, 1907—1913, архитектор Фёдор Лидваль[1].
- № 7 / Невский проспект, 16 — дом Л. Я. Овцына (С. М. Тедески). Перестройка 1880—1881 годов — Л. Ф. Шперер; 1905 — перестройка первого этажа, архитектор Г. И. Люцедарский[2].
- № 11 ( 7831163000) — собственный дом архитектора Павла Жако, 1837 г.
- № 13 / Кирпичный переулок, 3 — дом Общества попечительства о бедных духовного звания (перестроен в 1892—1894 годах, архитектор А. Д. Донченко; надстроен).
- № 15 ( 781510396800005) — Здание Русского торгово-промышленного банка (1912—1914, архитектор М. М. Перетяткович).
- № 17 ( 781610561930005) — дом французского общества страхования жизни «Урбэн» 1740-х годов (перестроен в 1875 году по проекту Е. С. Воротилова). В 1824 году здесь жил генерал-лейтенант Августин Бетанкур.
- № 19 ( 7831164000) — дом Г. Ф. Эйлерса (И. Альбрехта), 1831 г., арх-р Василий Стасов, перестроен в 1861-м под руководством Виктора Шрётера. Здесь жил декабрист П. Н. Свистунов. Это последний петербургский адрес А. А. Бетанкура — он жил здесь в 1824 году, когда владельцы, Свистуновы, были в Москве.
- № 25 — доходный дом, 1838, арх-р Поль Жако (перестроен на основе каменного трёхэтажного особняка середины XVIII в.). В 1839—1841 годах в доме жил писатель и публицист А. И. Герцен[3].
- № 27 — доходный дом И. Г. Лауферта. В 1740-х годах на этом участке был построен первый каменный дом по улице. Здесь с 1797 по 1801 год жил архитектор Винченцо Бренна, а в 1860-х годах располагались музыкальный магазин Ф. Т. Стелловского и контора журнала «Русский мир». В конце XIX века в здании работало ателье «Калина» и салон оптики Ивана Урлауба[4].
- № 29 — историческое здание 1830 года постройки, до 2021 года в нём располагался головной офис банка ВТБ[5].
- № 31 — в 1892—1897 годах здесь жил автор популярных романсов С. И. Донауров.
- № 35 ( 781620562480006) — доходный дом страхового общества «Россия» (1905—1907, архитектор В. В. Ильяшев, инженер А. А. Гимпель). На первом этаже располагались магазины, в частности — «Рояли и пианино Я. Беккера»; здесь жил А. В. Руманов.
- № 39 — гостиница «Астория» (1911—1912, архитектор Фёдор Лидваль[1]).
- № 41 — бывший Дом Германского посольства (1911—1913, архитектор Петер Беренс)
- Исаакиевская площадь.
- № 43, литера А ( 781510407030006) — Дворец Демидовых, 1836—1840 гг., бывшее Итальянское посольство.
- № 45 — Дом композиторов (архитектор Монферран).
- № 47 ( 781510244370006) — Особняк Е. И. и В. Д. Набоковых, строился с 1898 года под руководством архитектора Михаила Гейслера и инженера Бориса Гуслистого, перестроен в 1900—1902 гг. Владимир Набоков родился здесь в 1899 году и провёл в нём первые 18 лет своей жизни. В настоящее время в здании располагается музей, посвященный писателю[6].
- № 49 — в 1924—1925 годах здесь жил поэт Осип Мандельштам вместе с женой, Надеждой Хазиной.
- № 51 ( 781610563620005) — дом княгини Е. П. Салтыковой (урождённой графини Строгановой), перестроен в 1852—1857 гг. на основе здания XVIII века, проектом руководили архитекторы Пономарёв и Боссе[7]. В 1993-м был признан объектом культурного наследия регионального значения[8]. В 2016 году ООО «Северная земельная компания» заключило с городом соглашение на 4 года, в рамках которого девелоперу получил усадьбу для реконструкции и приспособления под гостиницу на 44 номера, заплатив за это в городской бюджет 63 млн рублей. По проекту компании предполагалось снести и перестроить дворовые флигели особняк, несмотря на их охранный статус. Несмотря на активные протесты градозащитников, КГИОП выдал соответствующее разрешение[9][10] Днём 16 августа активисты провели пикет с протестом против сноса[11]. Уже в ночь на 16 августа 2022 года начался демонтаж дворовых флигелей, присутствовавший у стройплощадки градозащитник Олег Мухин был избит, получил черепно-мозговую травму и был госпитализирован[12]. 17 августа глава Следственного комитета Александр Бастрыкин потребовал возбудить уголовное дело по факту сноса флигелей особняка Салтыковой[13], однако демонтаж здания продолжился[14]. 24 августа Бастрыкин лично приехал на Большую Морскую, чтобы оценить масштабы разрушения[15]. 28 сентября он поручил повторно возбудить уголовное дело о сносе особняка[16]. В мае 2023-го Санкт-Петербургский городской суд признал недействующим со дня принятия распоряжение о выведении дома Салтыковой из-под охраны[17], а в сентябре КГИОП было отказано в апелляции[18]. В сентябре 2023 года заместитель председателя КГИОП Галина Аганова, чьей подписью особняк Салтыковой был исключён из реестра памятников, была признана превысившей служебные полномочия по результатам расследования Следственного Комитета[19][20].
- № 53 — дом Петра Бильдерлинга[21]. В настоящее время в здании расположен отель, часть дома остается жилой. Кстати, В разное время в доме жили Мария Марадудина, первая женщина-конферансье, и эстрадный артист Александр Менакер.
- № 55 ( 781610561720006) — в 1849—1879 годах дом принадлежал младшему сыну Н. М. Карамзина Владимиру; в 1849—1850 годах был частично перестроен архитектором Гаральдом Боссе. Когда дом занимала семья директора Телеграфного департамента Министерства внутренних дел генерала Н. А. Безака, здесь появился один из первых в Петербурге телефонов. Последней частной владелицей дома была потомственная почётная гражданка Любовь Николаевна Коровина. Для неё архитектор Николай Прокофьев изменил отделку интерьеров: гостиная была оформлена в стиле Людовика XVI, библиотека — в помпейском, будуар — в мавританском, столовая — в стиле модерн; элементы созданной тогда отделки сохраняются до сих пор. После октября 1917 года дом занял суд Адмиралтейской части.
- № 57 — Особняк Л. С. Заешниковой, перестроен в 1850—1851 гг. по проекту архитектора А. К. Кольмана из здания XVIII века. Также Дом К. М. Полежаева и Б. К. Полежаева в 1880—1917 годах[22].
- № 59 — Особняк Г. П. Митусова (позднее — Э. Ф. Юнкер(с)а). У здания 2-й половины XVIII века в 1848 году фасад был перестроен по проекту А. К. Кольмана, в 1879—1880 гг. дом перестроил архитектор А. Л. Гун[22].
- № 61 — усадьба М. В. Ломоносова (1750-е — 1760-е, перестроена). Напротив здания находится висячий цепной пешеходный Почтамтский мост (1823—1824, архитектор В. Л. Христианович, инженер В. фон Треттер).
- № 63 — Съезжий дом 1-й Адмиралтейской части, перестроен и расширен в 1858—1860 гг. под руководством архитектора Н. П. Гребёнки[22].
- № 67 — Казармы лейб-гвардии Конного полка.

### По чётной стороне

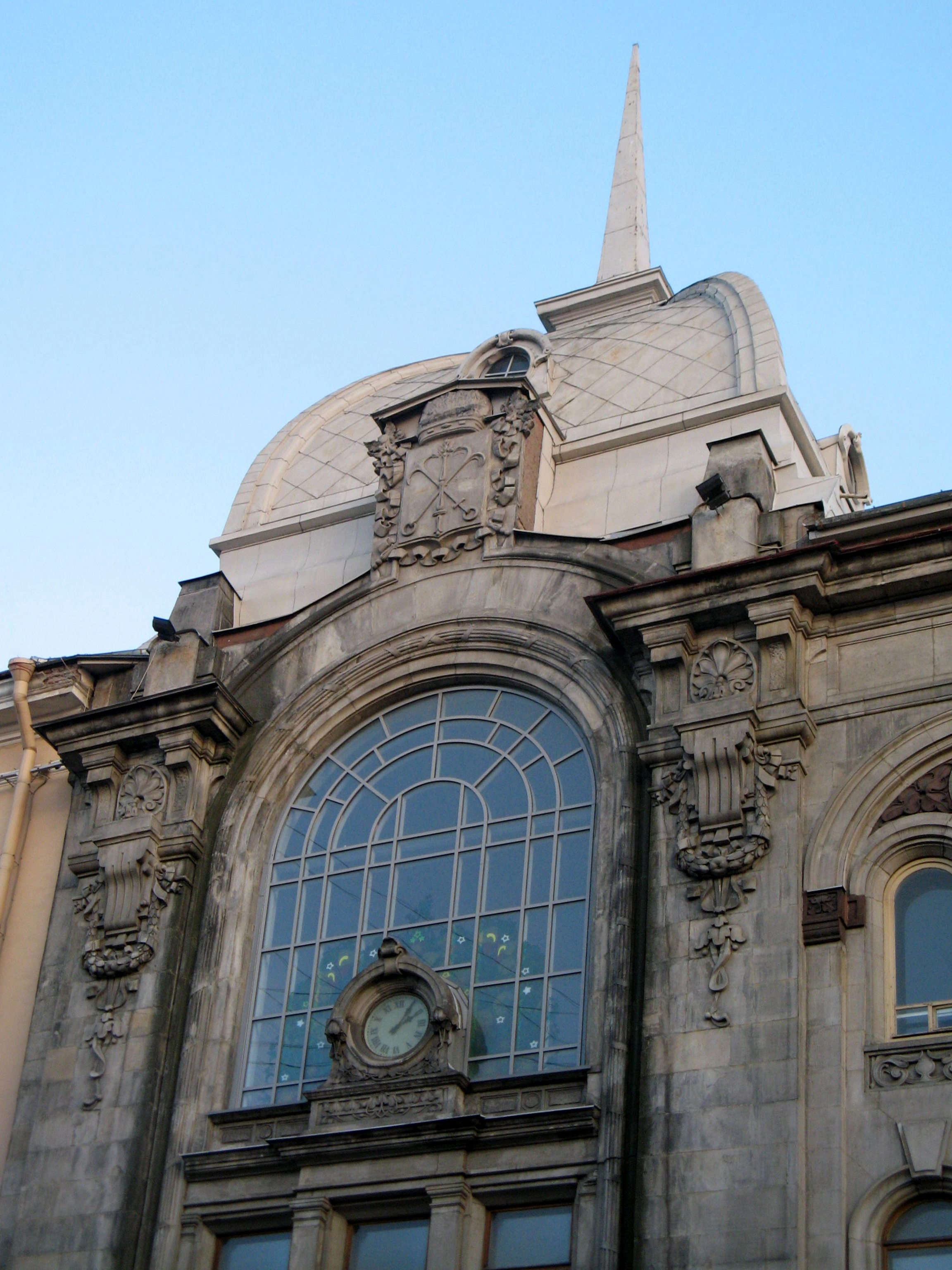
Дом Обер-полицмейстера (телефонная станция), д. 22

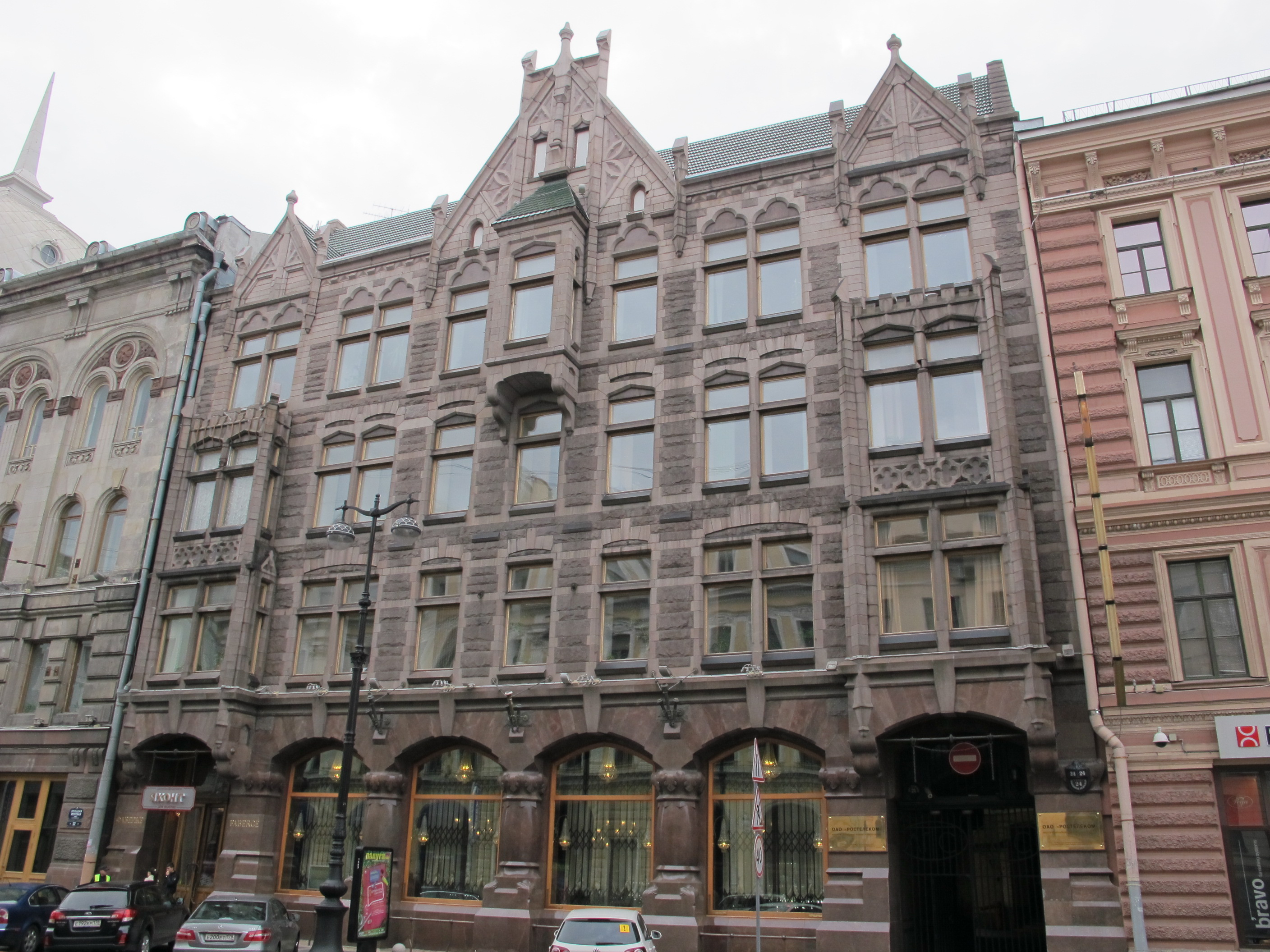
Здание ювелирной фирмы К. Г. Фаберже, д. 24

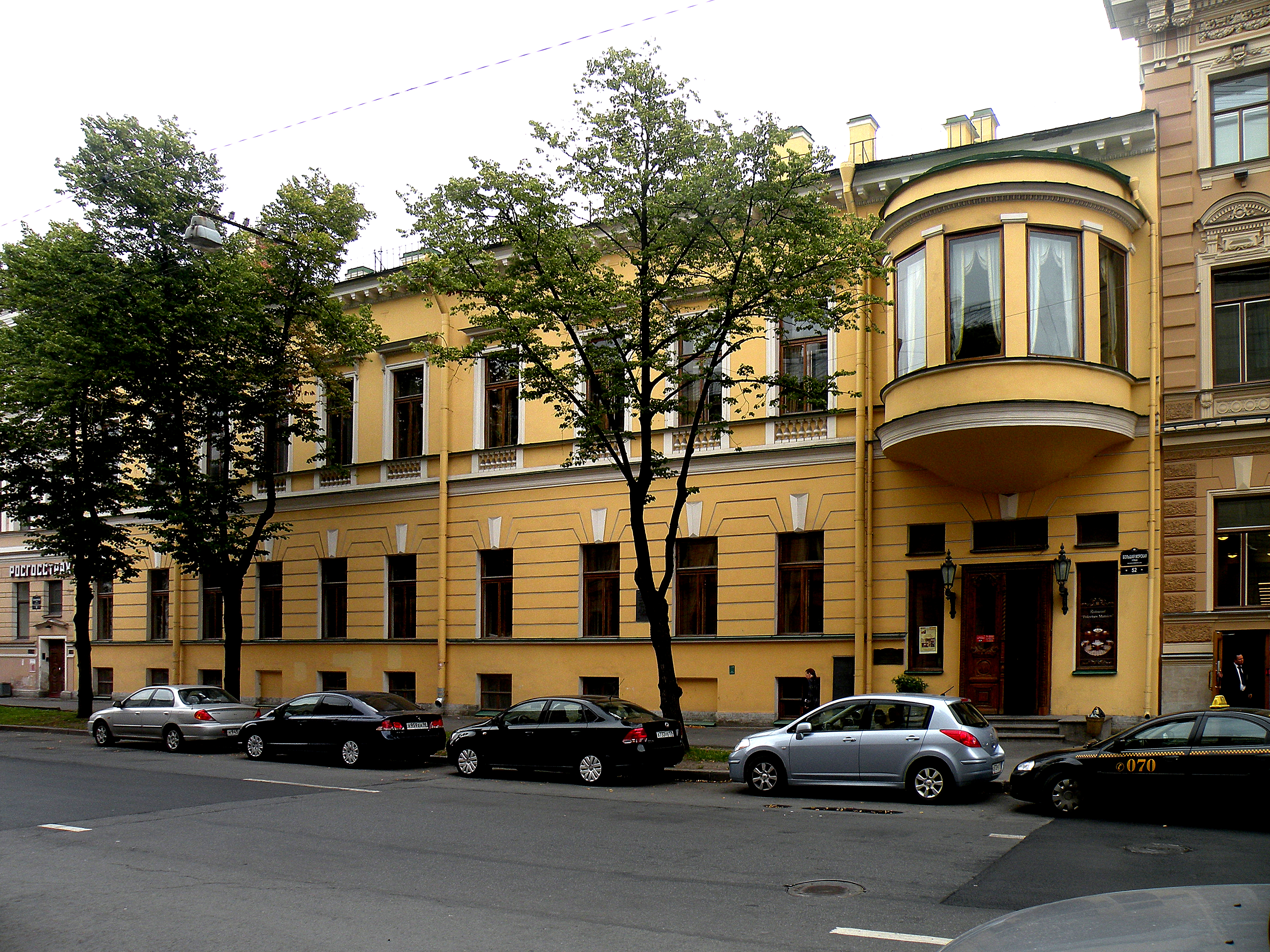
Дом архитекторов

- № 2 — Министерство иностранных дел — Министерство финансов (1819—1829, архитектор К. И. Росси). Здание в стиле классицизма; на фасаде находятся «часы Менделеева» — первые в городе электрические часы, установленные по настоянию Д. И. Менделеева. По соседству располагались различные банки, предпочитавшие находиться неподалёку от надзорного органа.
- № 6 ( 7831162000) — дом К. К. Фелейзена (гостиница «Франция»). С 1931 и до своего ареста в ночь со 2 на 3 января 1935 года здесь в квартире № 3 жил религиовед, фольклорист и этнограф Н. М. Маторин, директор Музея антропологии и этнографии им. Петра Великого, Института этнологии и антропологии, один из основателей Музея религии и атеизма.
- № 8 ( 7831160001) — историческое здание начала XIX в., надстроено в 1868-м архитектором Л. Ф. Бульери. В 1910-м было перестроено по проекту Николая Кудрявцева. В здании до 1917 года располагался известный ресторан Малоярославец.
- № 14 / Невский проспект, 15:  памятник архитектуры (федеральный), утр. — Дом Чичерина (кинотеатр «Баррикада»), одна из старейших построек на Невском. Кинотеатр, расположенный в этом здании в советское время, не прекращал работу в годы блокады. Осенью 2006 года было объявлено о реконструкции здания: оно было отгорожено забором и полностью закрыто щитами. В июне 2007 года стало известно, что памятник практически уничтожен: ради строительства отеля был полностью разрушен корпус XVIII века, утрачены уникальные интерьеры, прорублен сквозной проезд с Мойки на Большую Морскую[23][24][25].
- № 16 / Кирпичный переулок, 8 — здесь находился «Магазин платья и белья Флорана», где в 1875 году впервые было применено освещение электрическими лампочками. В 1887—1910 годах в здании с находился знаменитый ресторан «Кюба́» (Restaurant de Paris, Café de Paris), часто упоминаемый в произведениях В. М. Дорошевича, А. В. Амфитеатрова и других писателей конца XIX — начала XX веков[26].
- № 18 — Санкт-Петербургский государственный университет технологии и дизайна.
- № 22 ( 7831167000) — дом Обер-полицмейстера (телефонная станция), 1844 г., арх-р Н. Е. Ефимов, перестроен в 1905 году под руководством К. В. Бальди.
- № 24 ( 781610561940005) — здание ювелирной фирмы К. Г. Фаберже (1899—1900, архитектор К. К. Шмидт).
- № 32 ( 781610568310006) — Русский для внешней торговли банк (1887—1888, архитектор В. А. Шрётер).
- № 36 — в 1760-х годах здесь жил архитектор Ж.-Б. Валлен-Деламот. Позднее в здании располагался художественный салон-мастерская Жозефа Фьетта (Joseph Fietta), где выставлялись на продажу картины таких мастеров, как Шишкин, Бенуа, а также офорты, эстампы и т. п. До революции здесь располагался ресторан «Братья Пивато».
- № 38 / набережная р. Мойки, 83 ( 781610562000006) — Дом генерал-губернатора — дом Императорского общества поощрения художеств с дворовыми флигелями (XVIII век, 1830-е; 1877—1878, архитектор М. Е. Месмахер; 1890—1893, архитектор И. С. Китнер). В бытность дома резиденцией генерал-губернатора в 1830 году здесь впервые в Санкт-Петербурге замостили мостовую деревянными торцами. В настоящее время в здании расположен выставочный центр Санкт-Петербургского Союза художников[27].
- № 40 ( 781710761390005) — Дом Первого Российского страхового общества, в 1867—1877 годах — охранное отделение.
- № 42—44 — Дома министра государственных имуществ и министерства государственных имуществ. В настоящее время — здание Института растениеводства и его библиотеки.
- Исаакиевская площадь.
- № 50 — Дом С. Крамера (Г. А. Лепена). Участок принадлежал семье Крамеров с 1807 года. Себастьян Венедиктович Крамер был почётным консулом Австрии, почётным гражданином и купцом 1-й гильдии. Предположительно, дом на Большой Морской был построен при нём в 1807 году. В 1829-м к зданию пристроили галерею[28][29];
- № 52 — особняк А. А. Половцова (архитектор А. Х. Пель; М. Е. Месмахер), ныне — Дом архитекторов.
- № 54 — дом Квасова (почти полностью снесён в 2000-е годы).
- № 58 — Немецко-Реформаторская церковь (Дом культуры и техники работников связи). Кирха строилась в 1862—1865 годах по проекту архитектора Г. А. Боссе, руководил строительством Д. И. Гримм; в 1872-74 годах реконструировалась архитектором К. К. Рахау. В 1930-е годы здание было перестроено для Дома культуры (архитекторы П. М. Гринберг и Г. С. Райц[30])[31].